# Seggana
Seggana (în arabă رقانة) este o comună din provincia Batna, Algeria.
Populația comunei este de 5.769 de locuitori (2008).